# Strombolicchio
Strombolicchio (it [stromboˈlikkjo]) je morski stog vulkanskog porijekla u Liparskom otočju, 2 km sjeveroistočno od otoka Stromboli. Otočje se nalazi sjeverno od Sicilije, u Tirenskom moru, u Italiji. Administrativno, otok pripada općini Lipari.
Njegovo ime na sicilijanskom jeziku znači Mali Stromboli.

## Geologija
Geološki, Strombolicchio je vulkanski čep izuzetno tvrdog zbijenog bazalta, andezita i augita, stijena otpornih na eroziju, i ostatak je izvornog vulkana od kojeg je izgrađen otok Stromboli. Erupcije na ovom mjestu prestale su prije otprilike 200 000 godina. Od tada se vulkanska aktivnost preselila oko 3 km na jugozapad. Otok je zapravo dio strukture koja se proteže od njega do susjednog otoka Stromboli, čiji je ostatak ispod površine.
Otok je obrubljen strmim liticama, potpuno je bez vode i obradive zemlje, pa nije pogodan za naseljavanje.

## Povijest
Stijena je izvorno bila visoka 57 metara, ali kada je 1920. započela izgradnja svjetionika, vrh je sravnan da bi napravila zaravan. Radovi su završeni 1926. godine: visina je smanjena na 49 metara i izgrađeno je stubište od preko 200 stepenica do mora. Međutim, svjetoničar je poslan te 12 godina kasnije, 1938.

## Flora i fauna
Strombolicchio je dom vrlo rijetkih vrsta biljnog i životinjskog svijeta i proglašen je prirodnim rezervatom sa strogim ograničenjima pristupa.
Na liticama otoka se nalazi samo par desetaka primjeraka biljke Bassia saxicola, ugroženog cvijeta s opasnošću od izumiranja. Cvijet je, osim na ovom ootku, prisutan još samo u nekoliko stotina primjeraka na otoku Capri i na jednoj lokaciji u Campaniji.
Podarcis raffonei, rijetki gušter klasificiran kao kritično ugoržen od izumiranja, pronađen je samo na tri druge lokacije, a sve se nalaze na Liparskim otocima: otočić Scoglio Faraglione uz obalu obližnjeg otoka Salina, otočić La Canna uz obalu Filicudija, te u nekim predjelima otoka Vulcano.